# Homalothecium sericeum
Homalothecium sericeum, das Seidenmoos, ist ein kalkliebendes Moos. Es ist besonders durch Luftschadstoffe bedroht. Da es kalkhaltiges Gestein und Mauern besiedelt, fällt es nicht selten menschlichen Sauberkeitsvorstellungen zum Opfer.

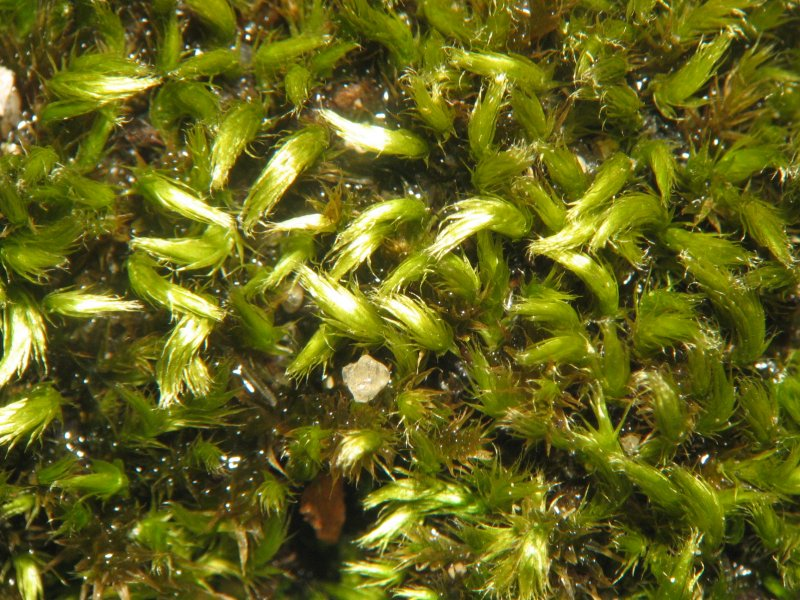
Charakteristische sichelförmig nach oben gebogene Äste

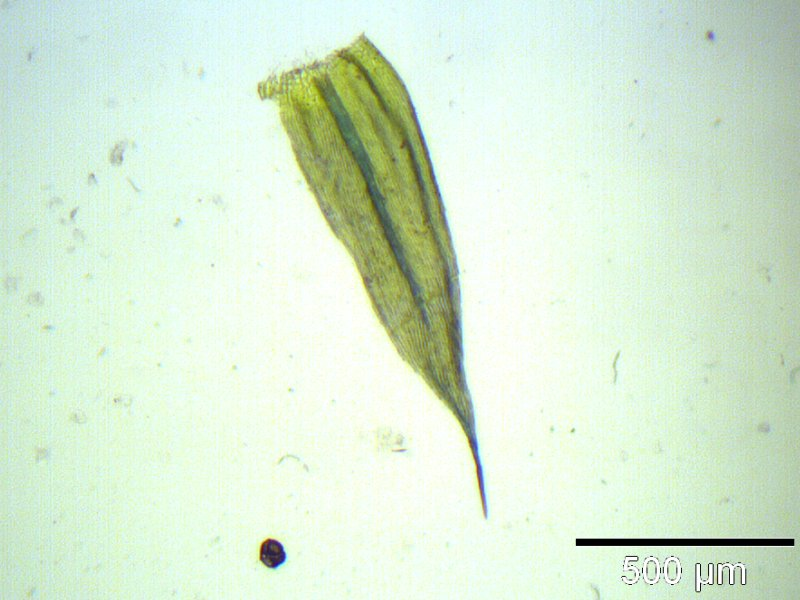
Blatt unter dem Mikroskop bei 40-facher Vergrößerung

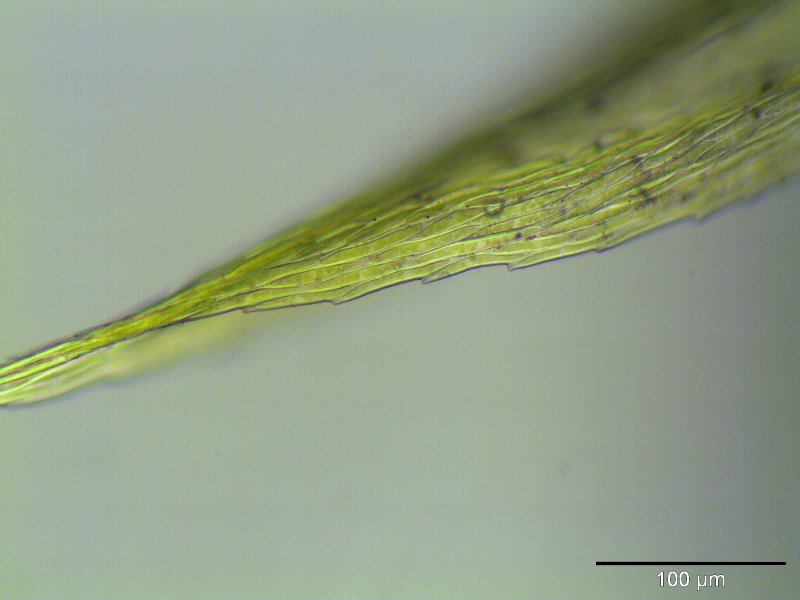
Gesägte Blattspitze bei 250-facher Vergrößerung

## Merkmale
Es handelt sich um kräftige Moose, die in feuchtem Zustand seidig glänzend frisch grün bis gold- oder gelbgrün sind. In trockenem Zustand legen sich die Blätter dachziegelartig an die Stängel und die Äste krümmen sich nach oben. Die Pflanzen sind dann eher bräunlich- bis gräulich-grün.
Die Hauptsprosse liegen flach dem Substrat an. Von ihnen zweigen dann mehr oder weniger regelmäßig Seitensprosse ab. Hierdurch entstehen recht typische schmal dreieckige Triebe.
Die Blätter des Mooses sind schmal dreieckig und lang und fein zugespitzt. Sie sind auf der ganzen Länge stark längsfaltig. Der Rand ist fein gesägt. Die Blattrippe reicht bis in den vorderen Teil des Blattes.
Die Kapsel steht aufrecht auf einer rauen Seta und ist länglich zylindrisch.

## Erkennungsmerkmale
Die Pflanzen bilden bis zu 6 cm lange Stämmchen, die mit Rhizoiden am Substrat haften. Sie sind dicht und ziemlich gleichmäßig verzweigt. Besonders die Äste sind grün bis gelbgrün gefärbt und seidig glänzend. Sie sind trocken charakteristisch sichelförmig nach oben gebogen. Die mit einer lang ausgezogenen Spitze lanzettlichen Blätter sind längsfaltig und dichtstehend. Der Blattrand ist ab der Blattmitte relativ schwach gezähnt. Die Blattrippe erreicht etwa 3/4 der Blattlänge. Die mittleren Laminazellen sind etwa 50 bis 100 µm lang und 4 bis 7 µm breit. Die Blattflügelzellen sind differenziert, hyalin und von rechteckiger Form. Die rotbraun gefärbten Seten sind rau und tragen hellbraune, gerade bis aufrechte, eiförmige Kapseln.

## Vorkommen
Das Seidenmoos besiedelt bevorzugt kalkhaltiges Gestein und ist auch an Felsen und Mauern zu finden. Sekundär besiedelt es basenreiche Borke. Es kommt jedoch eher an halbschattigen Standorten vor. Verbreitet ist es in ganz Europa. Sein Areal dehnt sich bis nach Ost-Asien, im Süden bis ins tropische Afrika und im Westen bis in Teilen Nord-Amerikas aus. Es ist in naturnahen Gebieten ebenso zu finden wie in Städten und ist praktisch überall in Europa häufig.